# Scinax quinquefasciatus
Scinax quinquefasciatus är en groddjursart som först beskrevs av Fowler 1913.  Scinax quinquefasciatus ingår i släktet Scinax och familjen lövgrodor. IUCN kategoriserar arten globalt som livskraftig. Inga underarter finns listade i Catalogue of Life.